# Jan Långben på fiske
Jan Långben på fiske (engelska: How to Fish) är en amerikansk animerad kortfilm med Långben från 1942.

## Handling
Filmen är uppbyggd som en utbildningsfilm som handlar om Långben som ska visa publiken hur man fiskar. Men det visar sig inte vara särskilt lätt när det ankommer på honom att göra det.

## Om filmen
Filmen hade svensk premiär den 15 november 1943 på biografen Spegeln i Stockholm.

## Rollista
- George Johnson – Långben
- John McLeish – berättare[6]